# Metallica
Metallica é uma banda americana de heavy metal. Foi formada em 1981 em Los Angeles pelo vocalista e guitarrista James Hetfield e pelo baterista Lars Ulrich, tendo sido baseada em São Francisco durante a maioria da sua carreira. Os tempos rápidos, instrumentais e musicalidade agressiva da banda os tornaram um dos "big four" fundadores do thrash metal, ao lado de Megadeth, Anthrax e Slayer. A formação atual do Metallica inclui os membros fundadores e principais compositores Hetfield e Ulrich, o guitarrista solo de longa data Kirk Hammett e o baixista Robert Trujillo. O guitarrista Dave Mustaine, que formou o Megadeth após ser demitido do Metallica, e os baixistas Ron McGovney, Cliff Burton e Jason Newsted são ex-membros da banda.
A banda alcançou sucesso comercial pela primeira vez com o lançamento do seu terceiro álbum, Master of Puppets (1986), amplamente considerado um dos álbuns mais pesados do metal e o melhor trabalho da banda. O álbum seguinte, ...And Justice for All (1988), rendeu ao Metallica a sua primeira indicação ao Grammy. O quinto álbum da banda, Metallica (1991), marcou um ponto de virada ao apresentar uma transição das suas raízes no thrash metal, conquistando um público mais mainstream. Este álbum obteve enorme sucesso comercial, vendendo mais de 16 milhões de cópias nos Estados Unidos até hoje, tornando-se o álbum mais vendido da era SoundScan. Após experimentar diferentes gêneros e direções em lançamentos subsequentes, o Metallica retornou às suas raízes no thrash metal com o seu nono álbum, Death Magnetic (2008), que recebeu elogios semelhantes aos dos seus primeiros trabalhos. O décimo primeiro e mais recente álbum da banda, 72 Seasons, foi lançado em 2023.
Em 2000, o Metallica liderou o caso contra o serviço de compartilhamento de arquivos peer-to-peer Napster, no qual a banda e vários outros artistas moveram ações judiciais contra o serviço por compartilhar material protegido por direitos autorais sem consentimento, resultando num acordo. Metallica foi tema do aclamado documentário Metallica: Some Kind of Monster (2004), que retratou a conturbada produção do oitavo álbum da banda, St. Anger (2003), e as lutas internas enfrentadas pela banda na época. Em 2009, o Metallica foi incluído no Rock and Roll Hall of Fame. A banda coescreveu o roteiro e estrelou ao lado de Dane DeHaan no filme concerto Metallica: Through the Never (2013), no qual a banda se apresentou ao vivo em meio a uma narrativa fictícia de suspense.
Metallica lançou onze álbuns de estúdio, quatro álbuns ao vivo (incluindo duas apresentações com a Orquestra Sinfônica de São Francisco), doze álbuns de vídeo, um álbum de covers, dois EPs, 37 singles e 39 videoclipes. A banda ganhou dez prêmios Grammy de 26 indicações e teve seis álbuns de estúdio consecutivos — de Metallica a Hardwired... to Self-Destruct (2016) — estreando em primeiro lugar na Billboard 200. O Metallica é uma das bandas mais bem-sucedidas comercialmente de todos os tempos, com mais de 125 milhões de álbuns vendidos mundialmente até 2018. A banda foi listada como um dos maiores artistas de todos os tempos por revistas como a Rolling Stone, que a classificou em 61.º lugar na lista dos 100 maiores artistas de todos os tempos. Em 2017, o Metallica era o terceiro artista musical mais vendido desde que a Nielsen SoundScan começou a monitorar as vendas em 1991, com 58 milhões de álbuns vendidos nos Estados Unidos.

## História

Logotipo clássico de "Metallica", utilizado na parte superior da maioria de seus discos.

### Primórdios (1981–1983)
O Metallica foi formado em Los Angeles, Califórnia, no fim de 1981 quando o baterista Lars Ulrich colocou um anúncio num jornal de Los Angeles (The Recycler) que dizia "Baterista à procura de outros músicos de metal para jam com Tygers of Pan Tang, Diamond Head e Iron Maiden". Os guitarristas James Hetfield e Hugh Tanner de Leather Charm responderam ao anúncio. Embora ele ainda não tivesse formado uma banda, Ulrich perguntou para o fundador da Metal Blade Records Brian Slagel se ele podia gravar uma canção para a próxima compilação da gravadora intitulada Metal Massacre. Slagel aceitou e Ulrich convidou Hetfield para cantar e tocar baixo em 1981.
Ulrich conversou com seu amigo Ron Quintana, que estava criando nomes para um fanzine. Quintana tinha proposto os nomes de "Metal Mania" e "Metallica", portanto, Ulrich utilizou "Metallica" para o nome de sua banda. Um outro anúncio foi colocado no The Recycler para a posição de baixista, para então James poder cantar e tocar guitarra. Desta vez Dave Mustaine respondeu ao anúncio, e depois de verem seu caro equipamento de baixo, Ulrich e Hetfield o chamaram para a banda. No início de 1982, os Metallica gravaram a primeira canção de sua autoria, "Hit the Lights", para a compilação Metal Massacre I. Hetfield tocou a canção na guitarra e Lloyd Grant foi creditado como o autor de um dos solos de guitarra da música. Lançado em 14 de Junho de 1982, a primeira prensagem de Metal Massacre I listou incorretamente a banda como "Mettallica". Apesar de indignados pelo erro, o Metallica conseguiu criar "buzz" suficiente com a canção, e a banda fez seu primeiro concerto ao vivo em 14 de Março de 1982, na Radio City em Anaheim, Califórnia com o então novo baixista Ron McGovney e por fim Dave Mustaine permaneceu na guitarra solo. O Metallica gravou a sua primeira fita demo, intitulada No Life 'Til Leather, um nome inspirado na primeira frase de Hit the Lights. No Outono de 1982, Ulrich e Hetfield assistiram a um show na casa noturna Whisky a Go Go, onde estava se apresentando o baixista Cliff Burton juntamente com a sua banda, o Trauma. Ambos ficaram impressionados com a habilidade e as peculiaridades de Burton como baixista, e então o convidaram para se juntar ao Metallica. Hetfield e Mustaine queriam Ron McGovney fora da banda por acharem que ele "não estava contribuindo em nada", além do próprio Ron, que também não estava contente com a banda. Embora Burton tenha inicialmente recusado o convite, no final daquele ano ele o aceitou com a condição da banda mudar-se para El Cerrito em San Francisco Bay Area. A primeira apresentação ao vivo do Metallica com Burton foi na casa noturna The Stone, em março de 1983, e a primeira gravação com Burton foi a fita demo Megaforce, de 1983.
O Metallica estava pronto para gravar seu álbum de estreia, porém, quando a Metal Blade Records se mostrou incapaz de financiá-lo, a banda partiu a buscar outras opções. O promotor de concertos John Zazula, que tinha ouvido a demo No Life 'til Leather, ofereceu-se para mediar um acordo de gravação entre o Metallica com as gravadoras de Nova Iorque, porém, após não aparecer nenhum interesse de gravadoras, Zazula emprestou dinheiro para financiar o orçamento da gravação e assinou com o Metallica para a sua própria gravadora, a Megaforce Records. Os membros da banda decidiram expulsar Dave Mustaine devido ao seu uso descontrolado de drogas, abuso de álcool e comportamento violento, no entanto, o guitarrista Kirk Hammett do Exodus foi convidado para substituir Mustaine. O primeiro show do Metallica com Hammett foi em 16 de Abril de 1983, na casa noturna The Showplace em Dover, Nova Jérsei.

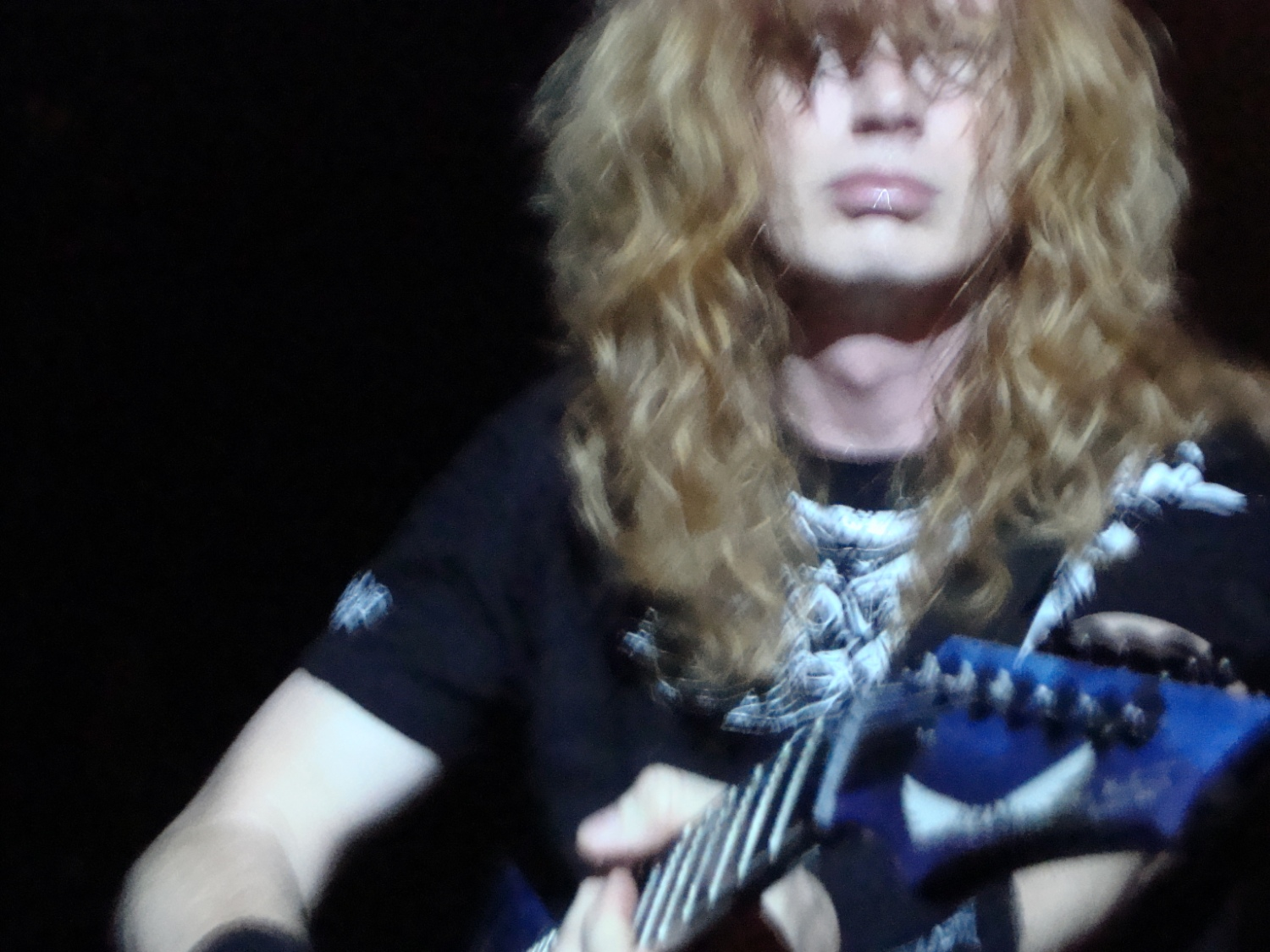
Dave Mustaine, o qual após sair do Metallica, fundou o Megadeth

### Kill 'Em All(1983-1984)
Em 1983, Metallica viajou para Rochester, Nova Iorque para gravar seu primeiro álbum de estúdio, que teria o título provisório de Metal Up Your Ass, e seria produzido por Paul Curcio. Devido a conflitos com a gravadora que se recusou a lançar um álbum com esse título, ele foi renomeado para Kill 'Em All. Esse título foi colocado devido ao estado de fúria de Cliff Burton quando o nome de "Metal Up Your Ass" foi rejeitado, então ele gritou "Matem todos eles". Lançado pela Megaforce Records nos Estados Unidos e Music for Nations na Europa, o álbum chegou ao número 120 da Billboard 200 e Dave Mustaine, guitarrista que havia sido expulso da banda, foi creditado em algumas das faixas que ele afirma ter escrito por conta própria, (The Four Horsemen, Jump in the Fire, Phantom Lord e Metal Militia) mas este afirmou que havia dito à banda para não utilizarem essas músicas, já Hetfield e Ulrich contestam tal afirmação. Mustaine também reivindica os solos das músicas em que tocava junto à banda e acusa Kirk Hammett de plágio, mas Hammett nega que isso tenha acontecido até os dias atuais.
Uma música chamada "The Four Horsemen", foi originalmente escrita por Mustaine e nomeada como "The Mechanix", ela foi tocada em muitos shows do Metallica nos primórdios da banda. Após a saída de Mustaine, Kirk Hammett adicionou uma passagem melódica à música e Hetfield reescreveu a letra, alegando que estava se sentindo pouco confortável cantando a letra escrita por Mustaine, e a banda a renomeou para "The Four Horsemen". Mustaine manteve a versão original rápida da música, renomeando-a simplesmente "Mechanix", e a incluiu no álbum Killing Is My Business... And Business Is Good!, álbum de estreia da nova banda que ele havia formado, o Megadeth.
Após o lançamento do álbum, o Metallica embarcou para a turnê Kill 'Em All for One (onde faturavam US$ 1.250,00 a cada dois shows) com a banda Raven, para receberem apoio em seu então mais novo álbum. Em Fevereiro de 1984, o Metallica apoiou a banda inglesa Venom na turnê Seven Dates of Hell, onde eles tocaram para 7,000 pessoas no Aardschok Festival em Zwolle, Países Baixos.

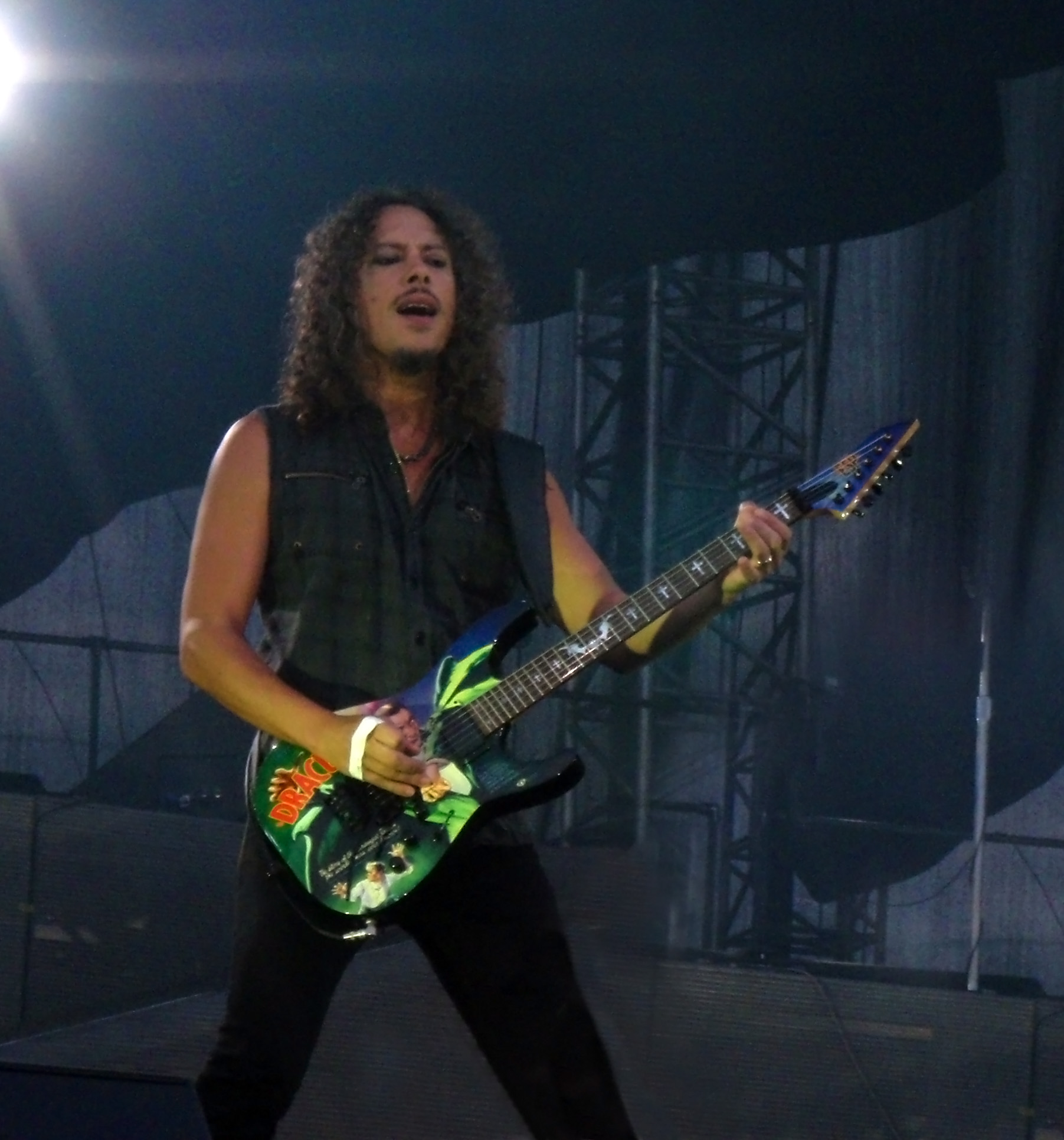
Kirk Hammett, que substituiu Mustaine e permanece no Metallica até os dias atuais

### Ride the Lightning(1984-1985)
O Metallica gravou o seu segundo álbum de estúdio, Ride the Lightning, no estúdio Sweet Silence, localizado em Copenhague, Dinamarca. Lançado em 25 de julho de 1984, o álbum chegou no número 100 na Billboard 200 e mais tarde foi adicionado na lista dos 200 álbuns definitivos no Rock and Roll Hall of Fame. O nome do álbum foi retirado de uma passagem do romance The Stand, de Stephen King, onde um dos personagens usa a frase para se referir à execução por cadeira elétrica. As letras do álbum abordam temas como o desespero e a morte.
Uma prensagem francesa imprimiu erroneamente a capa do álbum na cor verde, e esses poucos discos comercializados com essa capa, hoje são considerados itens raros de coleção. O álbum inclui canções como "For Whom the Bell Tolls", "Fade to Black" (que diz sobre depressão e suicídio), "Creeping Death" (que narra a história bíblica do livro do êxodo de escravidão dos hebreus no Egito) e a instrumental "The Call of Ktulu". Mustaine recebeu crédito como letrista para "Ride the Lightning" e co-autor na instrumental "The Call of Ktulu".
O diretor da Elektra Records Michael Alago, e o co-fundador do Q-Prime Management Cliff Burnstein, assistiram a um concerto dos Metallica em setembro de 1984. Impressionados com o que viram, ele contratou o Metallica para a Elektra Records. O crescente sucesso dos Metallica foi de tal proporção que a gravadora britânica Music for Nations emitiu uma edição limitada do EP Creeping Death, que vendeu cerca de 40.000 cópias nos Estados Unidos. Duas das três canções do registro (versões cover de Diamond Head "Am I Evil?", e de Blitzkrieg "Blitzkrieg") apareceram no relançamento de Kill 'Em All em 1989 pela Elektra Records. O Metallica embarcou na sua primeira grande turnê Europeia com uma audiência média de 1.300 pessoas. Retornando para os Estados Unidos, marcaram uma turnê co-headlining com o W.A.S.P. e o suporte do Armored Saint. O Metallica fez o seu maior show até então no festival Monsters of Rock em 17 de agosto de 1985, com Bon Jovi e Ratt em Donington Park, Inglaterra, tocando na frente de 70.000 pessoas. Um show em Oakland, Califórnia no festival Days on the Green eles tocaram em frente a uma multidão de 60.000 pessoas.

### Master of Puppetse morte de Burton (1986-1987)
O terceiro álbum de estúdio do Metallica, Master of Puppets foi gravado no Sweet Silence Studios, e lançado em março de 1986. O álbum chegou no número 29 na Billboard 200, e permaneceu durante 72 semanas na parada. O álbum foi o primeiro da banda a ser certificado como disco de ouro em 4 de novembro de 1986, e foi certificado seis vezes platina em 2003, além de ser o segundo álbum da banda presente na Lista dos 200 álbuns definitivos no Rock and Roll Hall of Fame.
É amplamente reconhecido como um dos maiores álbuns da história do heavy metal. A revista inglesa Metal Hammer e o site MusicRadar.com se uniram para promover uma votação com o objetivo de eleger o melhor álbum de heavy metal de todos os tempos, portanto, o escolhido foi o álbum Master Of Puppets. O álbum reúne a agressividade e a velocidade de Kill 'Em All, com a técnica de Ride the Lightning, em composições extremamente elaboradas, com riffs e solos complexos.
Um fato importante sobre Master of Puppets é que ele é um álbum conceitual onde a banda desenvolve o tema "Dominação" no decorrer das canções, o que fica muito claro na letras de "Master of Puppets", "Disposable Heroes" e "Leper Messiah". Foi o segundo álbum conceitual na carreira dos Metallica. O primeiro foi Ride the Lightning, onde a banda falou sobre a morte. [carece de fontes?]
Na sequência do lançamento do álbum, o Metallica apoiou Ozzy Osbourne numa turnê nos Estados Unidos. Hetfield quebrou seu pulso andando de skate e continuou a turnê apenas cantando, com o técnico de guitarra John Marshall tocando guitarra rítmica.

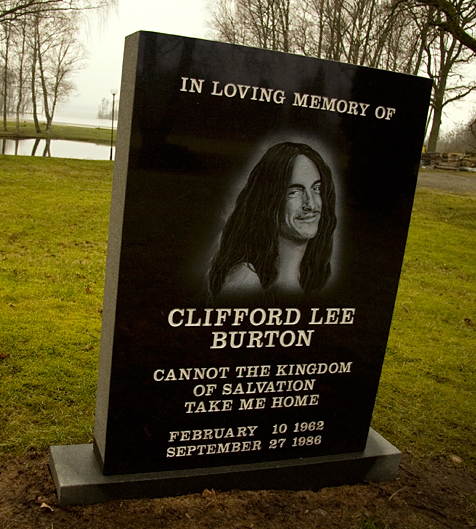
Um memorial para Cliff Burton próximo ao local de sua morte, em Ljungby, Suécia

Em 27 de setembro de 1986, durante a turnê europeia da turnê Damage Inc., Cliff Burton faleceu perto de Ljungby, Suécia (em uma viagem entre Estocolmo e Copenhague) quando o ônibus da turnê deslizou na rodovia congelada e tombou, Cliff Burton que estava dormindo na beliche de cima, pelo fato de ter ganhado nas cartas para ver quem dormiria lá [carece de fontes?], acabou sendo arremessado para fora do ônibus no qual caiu em cima dele por diversas vezes. A morte de Burton resultou em questionamentos sobre o futuro da banda. Por fim os três membros remanescentes decidiram continuar o trabalho, e com o apoio da família de Burton, começaram a busca por um substituto. A canção "To Live is to Die" foi gravada posteriormente no álbum ...And Justice for All em homenagem a Burton. Na música podem ser ouvidas frases na voz de Burton como: "Quando um homem conta uma mentira ele mata alguma parte do mundo. Estas são as pálidas mortes com que homens desperdiçam suas vidas. Isso tudo eu não posso mais suportar, presenciar. O reino da salvação não pode me levar para casa?". O corpo de Cliff foi cremado e as cinzas lançadas em Maxwell Ranch. Na cerimônia, foi tocada a música "Orion" (um instrumental do álbum "Master of Puppets"). O Metallica tocou esta música em um medley no ano de 1992 em San Diego, Califórnia junto com outras músicas, entre elas "My Friend of Misery" e citações a "(Anesthesia) Pulling Teeth" do álbum Kill 'Em All com várias distorções de baixo entre um solo e outro.
Nas audições para a escolha de um novo baixista estava Les Claypool (da banda Primus), um amigo de infância de Kirk Hammett. A banda gostou do baixista, mas consideravam seu estilo muito diferente do estilo do Metallica. O convite foi feito a Jason Newsted, o qual se reuniu à banda oficialmente em 27 de outubro de 1986, três semanas após o funeral de Burton. A turnê foi terminada nos primeiros meses do ano seguinte.
Em julho de 1987 gravaram The $5.98 E.P.: Garage Days Re-Revisited para testar um novo estúdio que eles haviam construído, e para mostrar ao Mundo o talento de Newsted.

### ...And Justice for All(1988-1990)
...And Justice for All foi lançado em 1988, o primeiro álbum de estúdio depois da morte de Cliff Burton. Ele teve grande sucesso comercial, atingindo a sexta posição da Billboard 200, o primeiro álbum da banda a estar entre os dez primeiros. Apesar de críticas, em 1989 a banda recebeu sua primeira indicação ao Grammy com esse álbum, para a categoria Melhor Desempenho de Hard Rock/Metal Vocal Ou Instrumento. Entretanto, o prêmio foi ganho pela banda Jethro Tull pelo seu álbum Crest of a Knave. O resultado gerou muita controvérsia, pois a banda esperava ganhar o prêmio e já estava na saída dos fundos do palco esperando ser chamada, logo após ter apresentado a canção "One". Os integrantes do Jethro Tull (que por muitos não são nem mesmo considerados de hard rock ou heavy metal) não haviam nem mesmo ido à cerimônia, assumindo que sua chance de ganhar o prêmio era praticamente nula.
Seguido do lançamento do …And Justice for All, a banda firmou pela primeira vez seu compromisso com a grande mídia musical com seu primeiro vídeo clipe para a canção "One". A banda gravou o clipe em um depósito abandonado, e o vídeo foi remixado com cenas de uma versão do filme Johnny Got His Gun. Ao invés de organizar um acordo de licença para apresentar cenas do filme, a banda simplesmente comprou os direitos da obra. O vídeo foi enviado à MTV, como uma versão alternativa que apresentava somente com a banda tocando, caso a emissora não aceitasse a versão original. Apesar de sua duração longa, a MTV aceitou o vídeo, e ambas as versões passaram a ser apresentadas.

### Metallica: Black Album (1991-1994)
Em 1991, o Metallica lançou seu álbuum auto-intitulado, o Metallica (popularmente conhecido como The Black Album ou em português, O Álbum Negro, em razão da capa escura), que inclui canções como "Enter Sandman", "Sad but True", "Holier Than Thou", "The Unforgiven", "Wherever I May Roam", "Through The Never", "Of Wolf and Man" e "My Friend of Misery". Robert Palmer, da revista Rolling Stone, acreditava que a banda tinha abandonado o estilo thrash metal para expandir a sua música e gama expressiva em 1991. A gravação foi co-produzida com Bob Rock, que já havia trabalhado com bandas de hard rock como The Cult, Bon Jovi e Mötley Crüe. O álbum possui uma capa toda preta com uma imagem pálida de uma cobra no canto inferior direito, e o nome da banda no canto superior oposto. As sessões de gravação tornaram-se um processo longo e árduo, durando mais de um ano devido a conflitos entre os integrantes e argumentos com Bob Rock sobre a direção do álbum, escopo e som. O custo de gravação superou um milhão de dólares. Entretanto, apesar da batalha para seu término, o álbum tornou-se o lançamento mais bem sucedido da banda, atingindo o topo da Billboard. Devido ao novo estilo sonoro, surgiram mais acusações sobre a banda ter "se vendido" na década de 1990. Em 1992, durante uma turnê muito bem sucedida financeiramente com os Guns N' Roses, Hetfield sofreu severas queimaduras de segundo e terceiro grau devido a pirotecnia durante a abertura de "Fade to Black", impedindo-o de tocar guitarra por um período da turnê. O roadie da banda e guitarrista do Metal Church, John Marshall preencheu a posição exercida por Hetfield durante esse período.

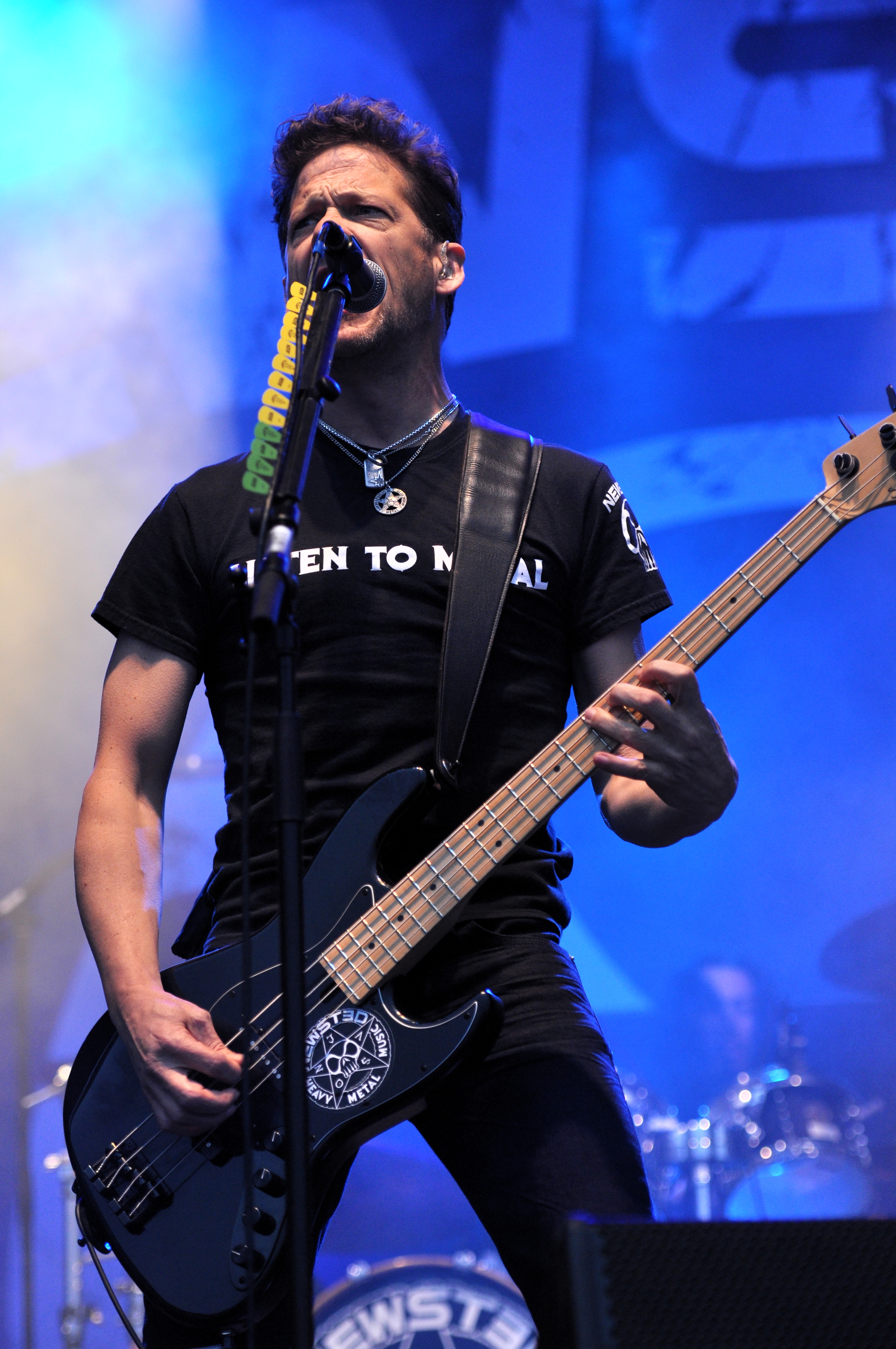
Jason Newsted

### Load,ReloadeGarage Inc.(1995-1999)
Em 1995, a banda entrou em estúdio para gravar seu sexto álbum, Load. Interromperam esse período em meados de 1995 e apresentaram-se em três concertos ao ar livre, a chamada Escape from The studio Tour 1995, com bandas como Slayer, Skid Row, Slash's Snakepit, Therapy? e Corrosion of Conformity. Load foi lançado em 4 de junho 1996, e durante sua produção, a intenção inicial era um álbum duplo. Entretanto, foi decidido que seria melhor lançar somente metade das canções primeiro, continuar o trabalho nas canções remanescentes (assim como fez o Gun's N' Roses com os álbuns Use Your Illusion I e II), e lançá-las no ano seguinte. Essa continuação do trabalho resultou no álbum seguinte da banda, ReLoad, de 1997.
Esses dois álbuns representaram uma significativa mudança musical para o Metallica, as melodias rápidas de heavy metal com composições sobrepostas de guitarra foram substituídas por outros tipos de melodias que incorporavam elementos até de country music, desta forma, aumentaram ainda mais os boatos de que o Metallica tinha "se vendido", mas essa mudança fez com que a banda conseguisse uma maior audiência e maior sucesso comercial.
Em 1998, foi lançada a compilação Garage Inc., que consistia em um álbum duplo. O primeiro CD contém gravações inéditas de covers de bandas como Killing Joke, Misfits, Thin Lizzy, Mercyful Fate, Black Sabbath, Nick Cave e Bob Seger. O segundo CD contém gravações antigas de covers, incluindo o EP The $5.98 E.P.: Garage Days Re-Revisited.
Em 7 de março de 1999, a banda foi indicada à calçada da fama de San Francisco. O então prefeito da cidade, Willie Brown, proclamou aquele como sendo o "Dia Oficial do Metallica" em San Francisco. Um mês depois em 21 e 22 de abril, a banda gravou duas apresentações com a San Francisco Symphony Orchestra, na época conduzidas por Michael Kamen. Kamen, que já havia trabalhado com Bob Rock em "Nothing Else Matters", havia entrado em contato com a banda oito anos antes, logo após o lançamento do álbum Metallica, com ideias sobre a junção da música dos Metallica com uma orquestra sinfônica. Kamen e sua equipe compuseram material de orquestra adicional para um certo número de canções da banda, e os concertos apresentaram uma seleção de canções datadas até mesmo da época do Ride the Lightning. A banda também escreveu duas novas canções com Kamen para o evento, "No Leaf Clover" e "Minus Human". A gravação de áudio e o vídeo do concerto foram lançadas em novembro de 1999 com o nome S&M, em CD, VHS, VCD e DVD.

### Controvérsia do Napster (2000)

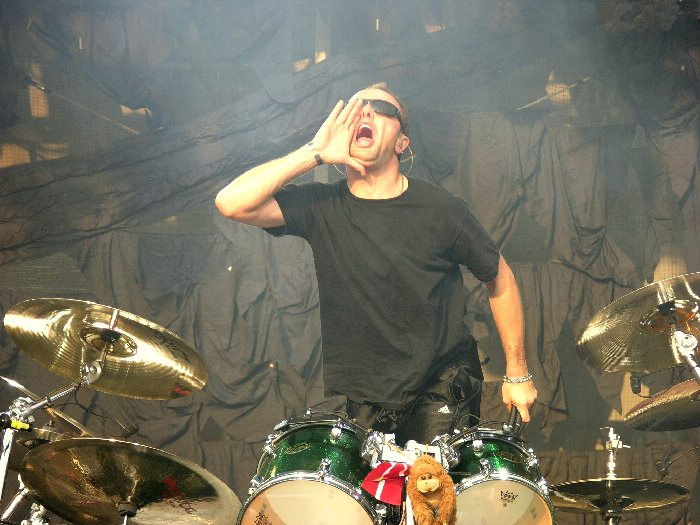
Ulrich liderou o caso contra Napster

Em 2000, os integrantes dos Metallica descobriram que uma versão demo de sua canção "I Disappear", que era composta para ser lançada junto à trilha sonora do filme Mission: Impossible II, estava tocando nas rádios. Após descobrir a fonte de distribuição, a banda encontrou o arquivo na rede peer-to-peer de compartilhamento de arquivos do Napster, e também descobriram que todo seu catálogo foi livremente disponibilizado. Foi iniciada uma ação judicial contra a Napster com o Metallica deixando a ação judicial no Tribunal Judiciário Do Distrito Central Da Califórnia, alegando que a Napster violou três áreas da lei: violação de direitos autorais, utilização ilegal de interface dispositivo de áudio digital, e Racketeer Influenced and Corrupt Organizations Act.
Ações legais também foram iniciadas contra a Universidade de Yale, Universidade do Sul da Califórnia e Universidade de Indiana, por não bloquearem a Napster. No ano seguinte, ambas as partes concordaram em um acordo fora dos tribunais que levou ao bloqueio de contas de utilizadores da Napster, e a banda não iniciou ações legais contra indivíduos por violação de direitos autorais.
Com a controvérsia sobre a validade ou não de compartilhadores de arquivo, páginas web publicavam paródias dos membros da banda. Como retaliação, Ulrich apareceu no MTV Video Music Awards de 2000, em um vídeo com o apresentador daquele ano Marlon Wayans, no qual arruinava a ideia de usar a Napster para compartilhar música. Marlon interpretava um estudante universitário sentado em seu dormitório, ouvindo a canção "I Disappear" do Metallica. Ulrich, interpretando a si próprio, aparece e pede uma explicação. Após receber a desculpa de Wayan de que usando a Napster estava somente compartilhando, Lars replicou que a ideia de Marlon sobre que compartilhar era simplesmente emprestar coisas que não eram suas sem pedir. Ele chamou então a equipe de turnê da banda, que prosseguiu confiscando todos os pertences de Wayan, deixando-o quase nu em um quarto vazio. O criador da Napster Shawn Fanning respondeu posteriormente à cerimônia ao apresentar um prêmio vestindo uma camiseta do Metallica com os dizeres "Eu peguei esta camisa emprestada de um amigo. Talvez, se eu gostar dela, irei comprar uma própria".
O desgaste da imagem da banda junto a seu público foi grande, já que a banda iniciou sua carreira na cena underground com a troca de bootlegs de suas apresentações. Esse fato fez com que a imagem da banda, que já estava arruinada pelos dois álbuns de estúdio anteriores, ficasse ainda mais comprometida junto a seus fãs mais antigos. A defesa da banda, dizia que o Napster estava permitindo acesso livre a todo o seu catálogo e não somente os bootlegs ao vivo.

### Saída de Newsted eSt. Anger(2001-2004)
Com planos de volta aos estúdios em 2001, Newsted deixou a banda em janeiro alegando danos físicos após vários anos tocando com o grupo, no entanto, Kirk ficou como baixista e James como guitarrista solo e vocalista. Entretanto, entrevistas posteriores com Newsted e os integrantes remanescentes revelaram que o desejo de Newsted de lançar um CD e entrar em turnê com seu projeto paralelo Echobrain, e a resistência intensa de Hetfield à ideia, foi a causa principal da saída do músico. Jason também alegou que não havia espaço para ele compor porque James Hetfield "impôs" essa barreira.
Em julho de 2001, Hetfield entrou em uma clínica de reabilitação devido a alcoolismo e outros vícios, e por quase um ano a banda entrou em hiato. Com a volta do vocalista, a banda voltou lentamente como um trio para a composição e gravação do próximo álbum. A tarefa de tocar baixo nas sessões de gravação havia sido desempenhada pelo produtor e conhecido da banda, o Bob Rock. A gravação do álbum foi documentada para o filme Some Kind of Monster.

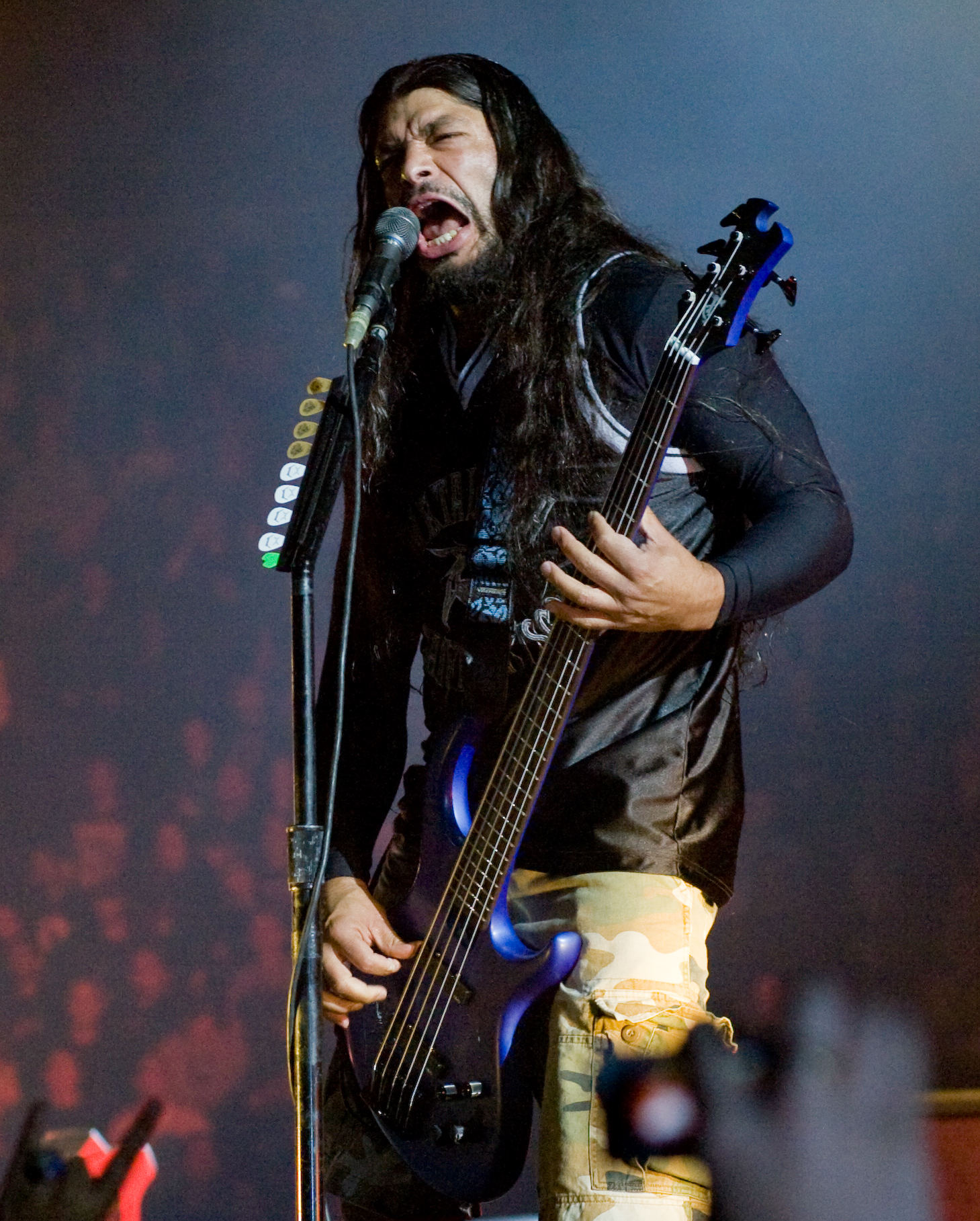
Robert Trujillo, cujo entrou na banda em 2003.

No início de 2003, seguido da gravação do álbum, o Metallica iniciou audições para a escolha de um substituto permanente para Newsted. Robert Trujillo, anteriormente dos Suicidal Tendencies e da banda de Ozzy Osbourne, foi escolhido como novo baixista, então Kirk voltou a guitarra solo e James aos vocais e guitarra rítmica. Jason Newsted acabou reunindo-se com a banda de thrash metal Voivod em 2002. Acabou também substituindo Robert Trujillo na banda de Ozzy durante a turnê Ozzfest de 2003. Ainda em 2003, o Metallica foi escolhido como ícone da MTV norte-americana, na terceira edição do MTV Icon, uma espécie de "Hall of Fame" da emissora, que homenageia grandes bandas e artistas solo pelos serviços prestados a música, com o evento realizado em Universal City, Califórnia. O show começou com Sum 41 tocando "For Whom The Bell Tolls" e "Enter Sandman". Em seguida, os quatro integrantes do Metallica apareceram no palco e passaram pelo meio da multidão extasiada até chegar a seus lugares na primeira fileira do público. A carreira da banda, ao longo de duas décadas, foi documentada em dois telões, entre uma apresentação e outra, mas a saída de Dave Mustaine e a morte de Cliff Burton, membros originais da banda, quase não foram mencionadas. Avril Lavigne cantou "Fuel" com sua banda. O rapper Snoop Dogg fez uma versão em karaokê de "Sad But True", e o Korn foi ovacionado em pé pelo Metallica por sua versão de "One". O Limp Bizkit apresentou uma versão rap metal de "Sanitarium" em uma apresentação bem enérgica. Tocando em público pela primeira vez com o novo baixista Rob Trujillo, o Metallica apresentou um medley de canções que abrangem de 1983-1991, seguida de "Frantic" que foi tocada ao vivo pela primeira vez. Os apresentadores do concerto incluíram Rob Zombie, Lisa Marie Presley, Travis Barker, do Blink 182, a atriz Shannon Elizabeth, o ator Sean Penn, o humorista Jim Breuer e Chester Bennington, do Linkin Park. A MTV criou um site para promover o especial, com depoimentos de celebridades e músicos, incluindo Kelly Osbourne, Sully Erna do Godsmack, Ja Rule e David "Phoenix" Farrell, do Linkin Park.
Em junho de 2003 foi lançado o oitavo álbum de estúdio do Metallica, St. Anger, estreando na primeira posição das paradas musicais da Billboard 200. Intencionalmente seco e pesado, e também desprovido quase que completamente de solos de guitarra, foi seguido de críticas do fãs por novamente seguir a tendência da época, que no caso era nu metal/metal alternativo. Apesar disso, o álbum ganhou o Grammy Award de 2004 para Melhor Desempenho de Metal. O álbum foi alvo de chacota graças ao som peculiar da bateria de Lars
Após turnês extensas divulgando o álbum na Summer Sanitarium Tour 2003 e na Madly in Anger with the World, a banda entrou em hiato dos concertos e passou a maior parte de 2005 com amigos e família.

### Death Magnetic(2006-2010)
Em 16 de fevereiro de 2006 a banda anunciou em sua página oficial que após um relacionamento de mais de quinze anos, o produtor musical de longa data, Bob Rock não produziria o próximo álbum de estúdio do Metallica. O grupo gravou em 2008 um álbum de estúdio com o produtor Rick Rubin, que já trabalhou com outras bandas proeminentes de rock e metal como Slayer, Danzig, System of a Down, Slipknot, Red Hot Chili Peppers, Rage Against the Machine e atualmente Linkin Park. A banda esteve em Portugal a 28 de junho de 2007, na sua Sick of the Studio Tour, proporcionando um grande concerto no festival Superbock Superock, juntamente com Joe Satriani e Mastodon, onde tocaram temas poucos habituais nos seus concertos, como a instrumental "Orion" e a canção "...And Justice for All", na época, a banda já não tocava essas músicas ao vivo há mais de dezoito anos.

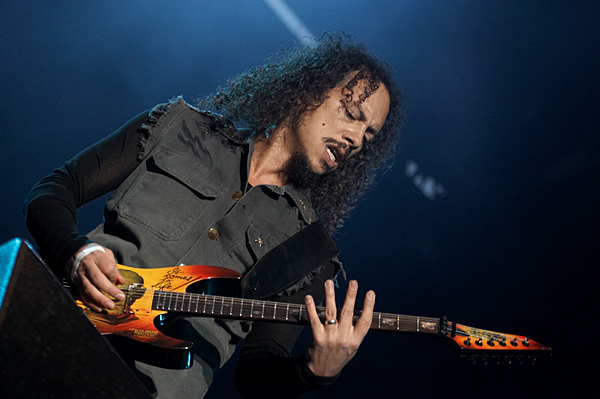
Kirk Hammett ao vivo em Viena, Áustria (2007)

Em 12 de setembro de 2008 foi lançado Death Magnetic; o álbum alcançou o topo das paradas em vários países e foi aclamado pela crítica e por boa parte dos fãs. Em 21 de outubro de 2008 o Metallica iniciou a turnê "World Magnetic Tour", que estava associada ao Death Magnetic, que acabou em 21 de novembro de 2010. Em 3 de abril de 2009 o Metallica lançou o single "Broken, Beat & Scarred", que também fazia parte do álbum Death Magnetic.
Nos dias 4, 6 e 7 de junho o Metallica fez shows na Cidade do México, México. Mais tarde foi lançado o DVD ao vivo Orgulho, Paixão e Glória: Três Noites na Cidade do México. Em 7 de julho de 2009 a turnê passou pela França, onde o Metallica fez um show ao vivo, e posteriormente lançaram o DVD ao vivo Français Pour Une Nuit.
Em 4 de abril de 2009, o Metallica subiu ao palco para tocar um medley de seus principais hits na cerimônia do Rock and Roll Hall of Fame, e dois dos baixistas do grupo, Jason Newsted e Robert Trujillo tocaram juntos. O vocalista James Hetfield e o baterista Lars Ulrich se abraçaram no palco após falarem com o público e agradeceram aos fãs que acompanharam os altos e baixos da banda, como a morte do antigo baixista Cliff Burton em 1986.
"Sonhem alto e se atrevam a errar. Eu os desafio a fazer isso, porque isso aqui (o sucesso do Metallica) é uma prova viva de que é possível transformar um sonho em realidade" (James Hetfield)
Os nomeados foram escolhidos por 600 pessoas de um grupo de cantores elegíveis 25 anos depois de seu primeiro álbum ser lançado. Entrar para o Rock and Roll Hall of Fame é considerado uma grande honra entre músicos do rock, desde a década de 1950.
Depois de 11 anos de ausência, o Metallica retornou ao Brasil no início de 2010 para três shows, em Porto Alegre (28 de janeiro) e São Paulo (30 e 31 de janeiro). Na primeira noite na capital paulista, o show teve todos os 68 mil ingressos vendidos, lotando o Estádio do Morumbi. Nas três apresentações no Brasil, a banda tocou várias músicas que levaram o público ao delírio, incluindo seus grandes clássicos, além de músicas do mais recente álbum Death Magnetic, de 2008. Os dois shows em São Paulo tiveram a abertura da banda brasileira Sepultura. Em Porto Alegre, o Metallica se apresentou pela segunda vez, mas o vocalista James Hetfield se enganou ao dizer aos porto-alegrenses que o Metallica estava pela primeira vez na cidade, mas logo o guitarrista Kirk Hammett corrigiu fazendo um sinal com as mãos mostrando que era a segunda apresentação naquele lugar.

### The Big 4,LulueBeyond Magnetic(2010-2013)
Em junho de 2010 o Metallica, juntamente com Slayer, Megadeth e Anthrax, realizaram uma turnê juntos na Sonisphere Festival na Polónia, República Checa, Bulgária, Roménia e Turquia, chamada Big Four of Thrash. Em 22 de junho, todas as bandas tocaram no mesmo palco juntas pela primeira vez, em Sofia, Bulgária, a música "Am I Evil?", cover do Diamond Head realizado pela primeira vez em 1984, pelo Metallica. Esta é também a primeira vez que James Hetfield e Dave Mustaine tocaram juntos desde 1983, quando Mustaine foi expulso do Metallica. Os shows foram gravados e editados e em seguida, foram ao ar em mais de 800 cinemas em todo o mundo no mesmo dia do festival. Esse show marcou a história do rock, e foi gravado em DVD/Blu-ray ao vivo, intitulado "The Big 4 Live from Sofia, Bulgaria".
Em uma entrevista de novembro de 2010, Lars Ulrich afirmou que o Metallica queria voltar a escrever novamente em 2011, Ulrich afirmou: "Há um monte de boatos no ar em 2011, mas acho que o principal é que realmente queremos voltar a escrever novamente. Nós não escrevemos desde 2006 ou 2007, e por isso nós queremos ser criativos novamente. Provavelmente, eu diria, março ou abril, e começar, provavelmente, volta a escrever algumas músicas", diz Lars Ulrich.
Em 13 de dezembro de 2010 o Metallica anunciou que voltaria a realizar o Big Four of Thrash, durante o Sonisphere Festival, no Reino Unido, em 8 de julho de 2011, foi a primeira vez que todos os membros do Big Four estiveram no mesmo palco no Reino Unido. O show aconteceu em Knebworth House, Hertfordshire. Outro show do Big Four of Thrash, foi na França em 9 de julho de 2011.
Em junho de 2011 Metallica lançou a versão da banda do jogo Monopoly. Além do Metallica, Kiss, The Beatles, Elvis Presley e The Grateful Dead estão entre as outras bandas que já tiveram sua própria versão do jogo.
Em 16 de junho, no site oficial, a banda revelou que lançaria em 31 de outubro, para o mundo inteiro, e 1 de novembro nos Estados Unidos, o álbum Lulu, o disco foi inspirado em duas peças do dramaturgo alemão Frank Wedekind: "Earth spirit" e "Pandora's box". As letras foram originalmente compostas por Lou Reed para uma montagem teatral em Berlim.
Em 25 de setembro de 2011, a banda fez o show de encerramento da noite do heavy metal na versão original (brasileira) do Rock in Rio para cerca de 100 mil pessoas. O show bateu o recorde de maior público acompanhando um concerto do evento ao vivo pelo YouTube, com mais de 3 milhões de espectadores online.

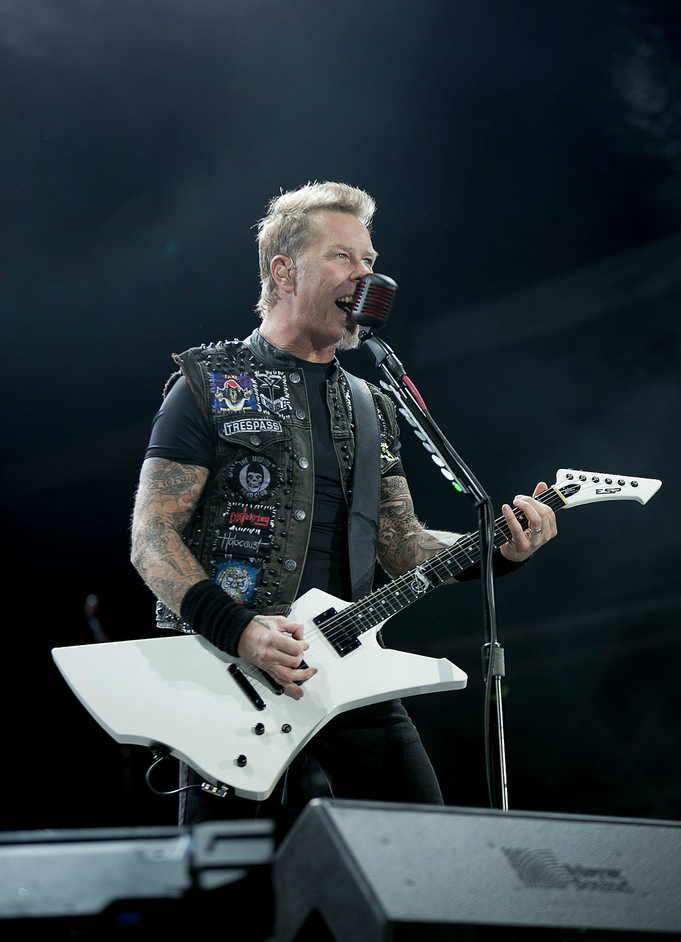
James Hetfield em 2012

Em Dezembro de 2011, o Metallica fez uma série de 4 shows em The Fillmore, nos Estados Unidos, para comemorar os 30 anos de estrada da banda. A apresentação contou com todos os membros que fizeram parte da banda e ainda estão vivos: Dave Mustaine, Jason Newsted, Ron McGovney, Lloyd Grant (foi o primeiro guitarrista do Metallica antes de Mustaine e de acordo com Lars, este show foi o primeiro onde Grant subiu ao palco com a banda), e também contou com convidados como, Mercyful Fate, Apocalyptica, Diamond Head, Ozzy Osbourne, Rob Halford, Danzig, John Bush, Jerry Cantrell, Kid Rock, Marianne Faithfull, Geezer Butler, Biff Byford e Bob Rock. Ainda não foi anunciado se haverá lançamento oficial em DVD ou Blu-Ray do evento.[carece de fontes?]
Em 12 de Dezembro, o Metallica lançou um EP composto por quatro faixas excluídas do álbum Death Magnetic de 2008, intitulada Beyond Magnetic. No dia 21 de Dezembro de 2011, a banda confirmou oficialmente o seu regresso a Portugal para um show no Rock In Rio 2012 de Lisboa no dia 25 de Maio.
Em 7 de fevereiro de 2012, o Metallica anunciou a criação do seu próprio festival, Orion Music + More, que aconteceu nos dias 23 e 24 de junho em Atlantic City, em Nova Jersey, nos Estados Unidos. Mais de 30 artistas foram confirmados, entre eles Arctic Monkeys, Slipknot, Avenged Sevenfold, Sepultura, Suicidal Tendencies, Ghost, The Sword, Cage The Elephant, Eric Church, Gary Clark Jr. e muitos outros.
Em agosto de 2013, estrelaram o filme em 3D Metallica: Through the Never. Em 19 de setembro do mesmo ano, o Metallica regressou ao Rock in Rio como headliner, encerrando a primeira noite de heavy metal desta edição do festival.
Em 8 de dezembro de 2013, a banda fez um show na Antártida para 120 pessoas, entrando para o Guinness Book como a primeira banda a tocar em todos os continentes do planeta. O show, chamado de "Freeze 'Em All", foi realizado na Base Carlini, Antártida Argentina, e os fãs que presenciaram o concerto foram 19 vencedores de um concurso da Coca-Cola em seu país, além de jornalistas e demais convidados. Quinze toneladas de equipamento foram necessárias para o show, mas de maneira a preservar o ecossistema local, todos tiveram que escutar as dez canções em fones de ouvido.

### Hardwired... to Self-Destruct(2014-2019)
Em Janeiro de 2014, a banda tocou "One" no Grammy Awards com o pianista chinês Lang Lang. Em março começam uma turnê chamada "Metallica By Request", na qual fãs escolhiam pela internet as músicas para a banda tocar. Uma nova música chamada "Lords of Summer" foi escrita e lançada em junho.
Em 19 de setembro de 2015, o Metallica faz mais uma participação no Rock in Rio, desta vez no aniversário de 30 anos do evento. Foi o terceiro show da banda no festival.
Em 18 de Agosto de 2016, o Metallica anunciou seu novo álbum Hardwired...to Self-Destruct e postou em seu canal oficial no YouTube, o clipe oficial do 1° single do álbum, "Hardwired". No dia 26 de Setembro de 2016 o 2° single foi lançado, junto a um videoclipe em seu canal do YouTube "Moth Into Flame". O álbum foi lançado mundialmente no dia 18 de Novembro de 2016, recebendo diversas criticas positivas. No canal oficial da banda no YouTube estão disponíveis videoclipes para todas a faixas do álbum, sendo a primeira vez que o grupo faz isso, incluindo "Lords of Summer" (faixa disponível apenas no disco 3 da edição "Deluxe"). Hardwired...to Self-Destruct foi o sexto álbum do Metallica a alcançar a primeira posição na Billboard 200, sendo a terceira melhor estreia do ano de 2016.

### 72 Seasons(2020-presente)
Em 2022 a banda anunciou que estava trabalhando no seu novo disco, intitulado 72 Seasons. O primeiro de quatro singles, a canção "Lux Æterna" foi lançado em novembro de 2022 para promover o disco. A banda também utilizou das redes sociais para lançar novo material, promovendo a canção "If Darkness Had a Son" no Tiktok. 72 Seasons foi lançado oficialmente em 14 de abril de 2023 e foi bem recebido pela crítica.

## Membros
| - James Hetfield - vocal e guitarra base (1981 - presente) - Lars Ulrich - bateria (1981 - presente) - Kirk Hammett - guitarra solo (1983 - presente) - Robert Trujillo - baixo (2003- presente) | - Lloyd Grant - guitarra (1981 - 1982) - Ron McGovney - baixo (1981 - 1982) - Dave Mustaine - guitarra (1982 - 1983) - Cliff Burton - baixo (1982 - 1986; falecido em 1986) - Jason Newsted - baixo (1986 - 2001) |

## Discografia
Álbuns de estúdio
- Kill 'Em All (1983)
- Ride the Lightning (1984)
- Master of Puppets (1986)
- ...And Justice for All (1988)
- Metallica (1991)
- Load (1996)
- ReLoad (1997)
- St. Anger (2003)
- Death Magnetic (2008)
- Hardwired... to Self-Destruct (2016)
- 72 Seasons (2023)